# Кюгельген, Константин Карлович
Константи́н Ка́рлович [фон] Кю́гельген (нем. Konstantin von Kügelgen, Constantin von Kügelgen; 1810, Вольск, Саратовская губерния — 1880, Дерпт) — русско-немецкий (остзейский) художник-пейзажист, представитель романтического академизма, мемуарист; сын и ученик Карла фон Кюгельнена (1772—1832).

## Биография
Родился в 1810 году Вольске Саратовской губернии. Вырос в Коркюле Эстляндской губернии. Учился живописи сперва под руководством отца, а затем — в Императорской Академии художеств в Санкт-Петербурге.
В 1831 году, по повелению императора Николая I, был отправлен в заграничную «пенсионерскую» (образовательную) поездку сроком на четыре года. В ходе этой поездки совершенствовал свои навыки в Италии и в Германии (в Мюнхене).
После смерти своей первой жены Салли фон Зезшвиц (нем. Sally von Zezschwitz; 1814—1839) вернулся в Прибалтику, где работал учителем рисования. В 1840 году женился вторично — на Александрине Цёге фон Мантейфель (нем. Alexandrine Zoege von Manteuffel) (1820—1846), дальней родственнице его матери. Через два года после ее преждевременной смерти, фон Кюгельген женился в третий раз; его третья жена происходила из семьи фон Майделей.
Кюгельген написал мемуары под названием «Воспоминания о моей жизни» (нем. «Errinerungen aus meinem Leben»), которые были опубликованы посмертно в Санкт-Петербурге на немецком языке. Также написал книгу про своего отца «Герард фон Кюгельген как портретист и исторический живописец» («Gerhard von Kügelgen als Porträt und Historienmaler», которая была издана в 1904 году с более чем ста иллюстрациями — репродукциями произведений Кюгельгена-старшего. 
Его сын от второго брака Павел Константинович (1843—1904) был известным журналистом в Санкт-Петербурге. Его дочь от третьего брака Салли Константиновна (Сарра Берта Дженни; 1860—1928) стала художницей, училась у И. Н. Крамского.

## Галерея

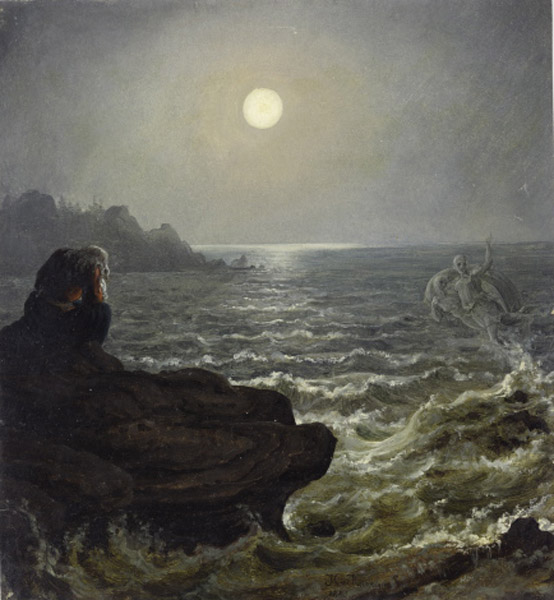
Видение, 1873, Эстонский художественный музей
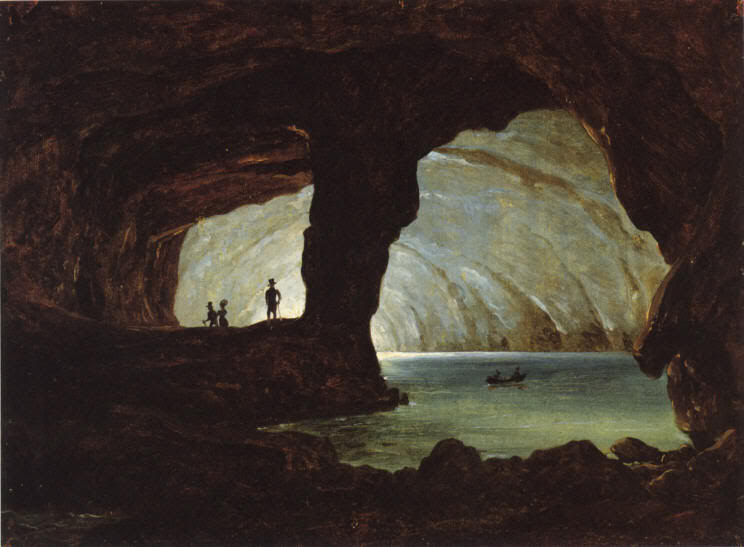
Голубой грот на Капри, 1833
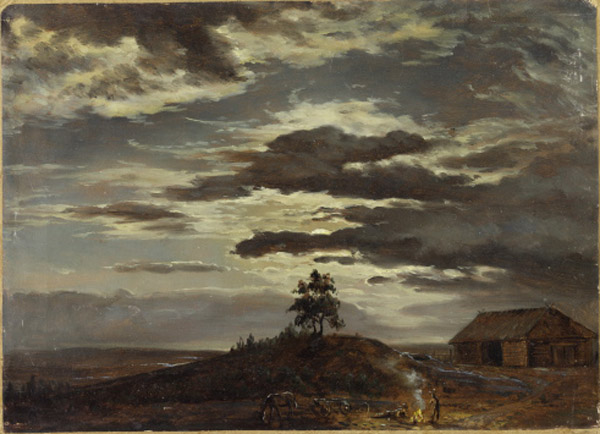
Ночной пейзаж в лунном освещении, Эстонский художественный музей
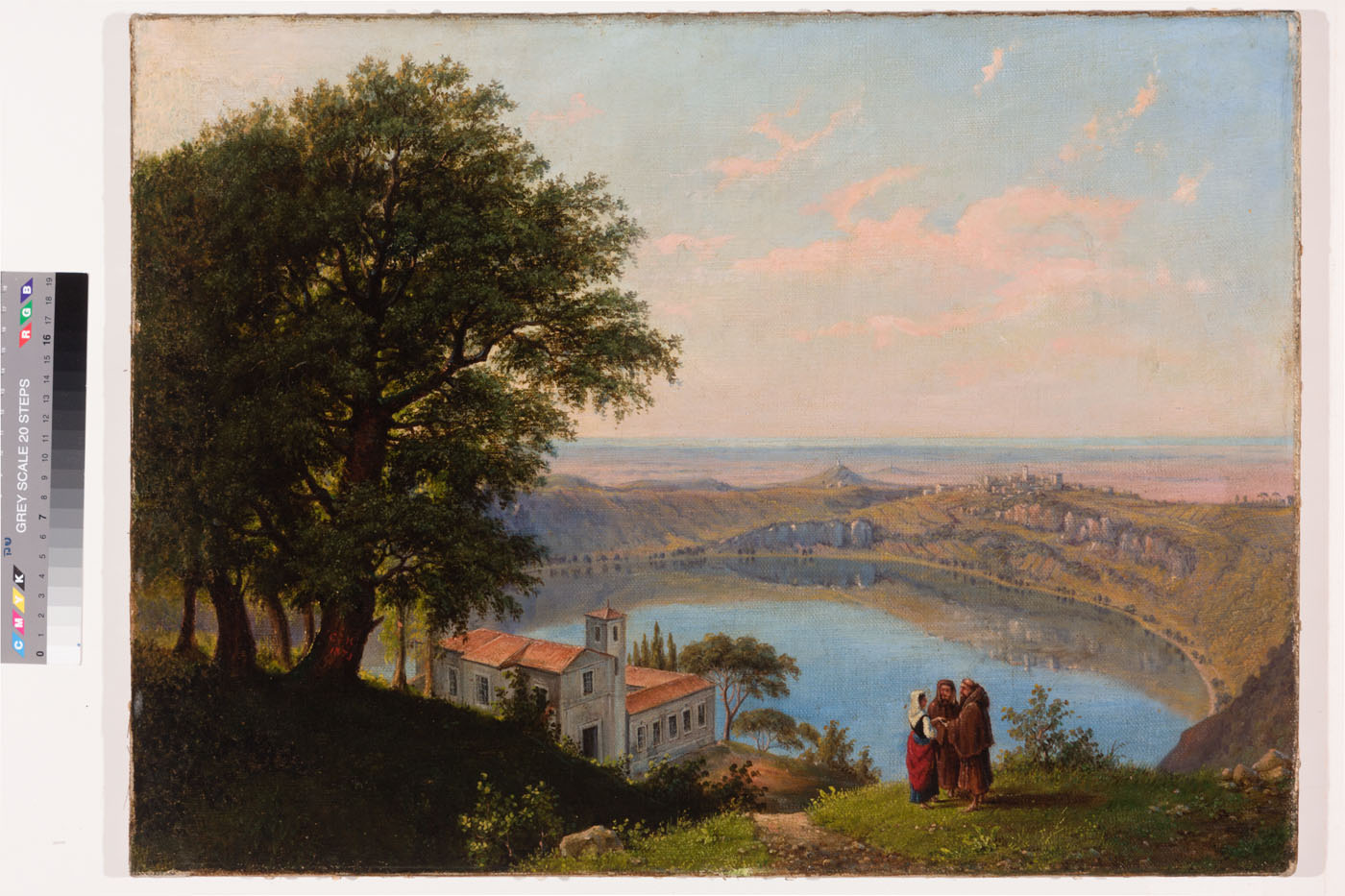
Итальянский пейзаж с монахами и аббатством на берегу озера, 1873, Тартуский художественный музей
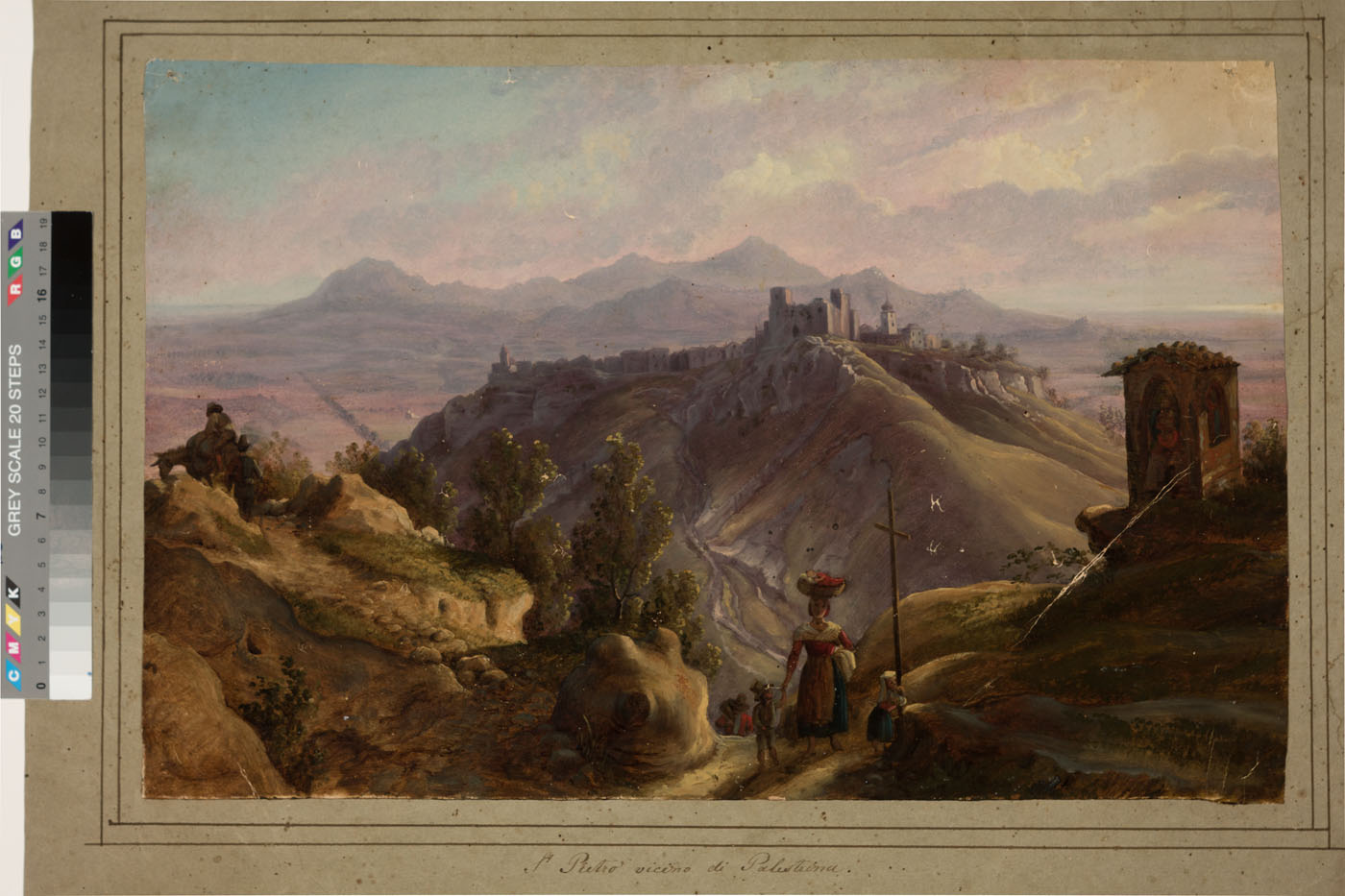
Итальянский пейзаж с крестьянской с детьми с часовней и старым замком, 1834, Тартуский художественный музей
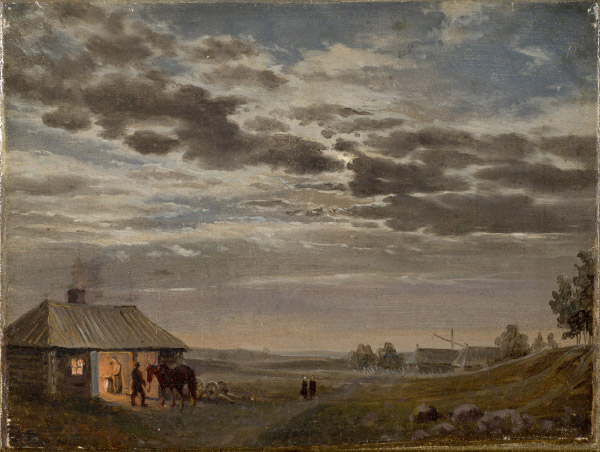
Эстонский пейзаж, 1843, Эстонский художественный музей
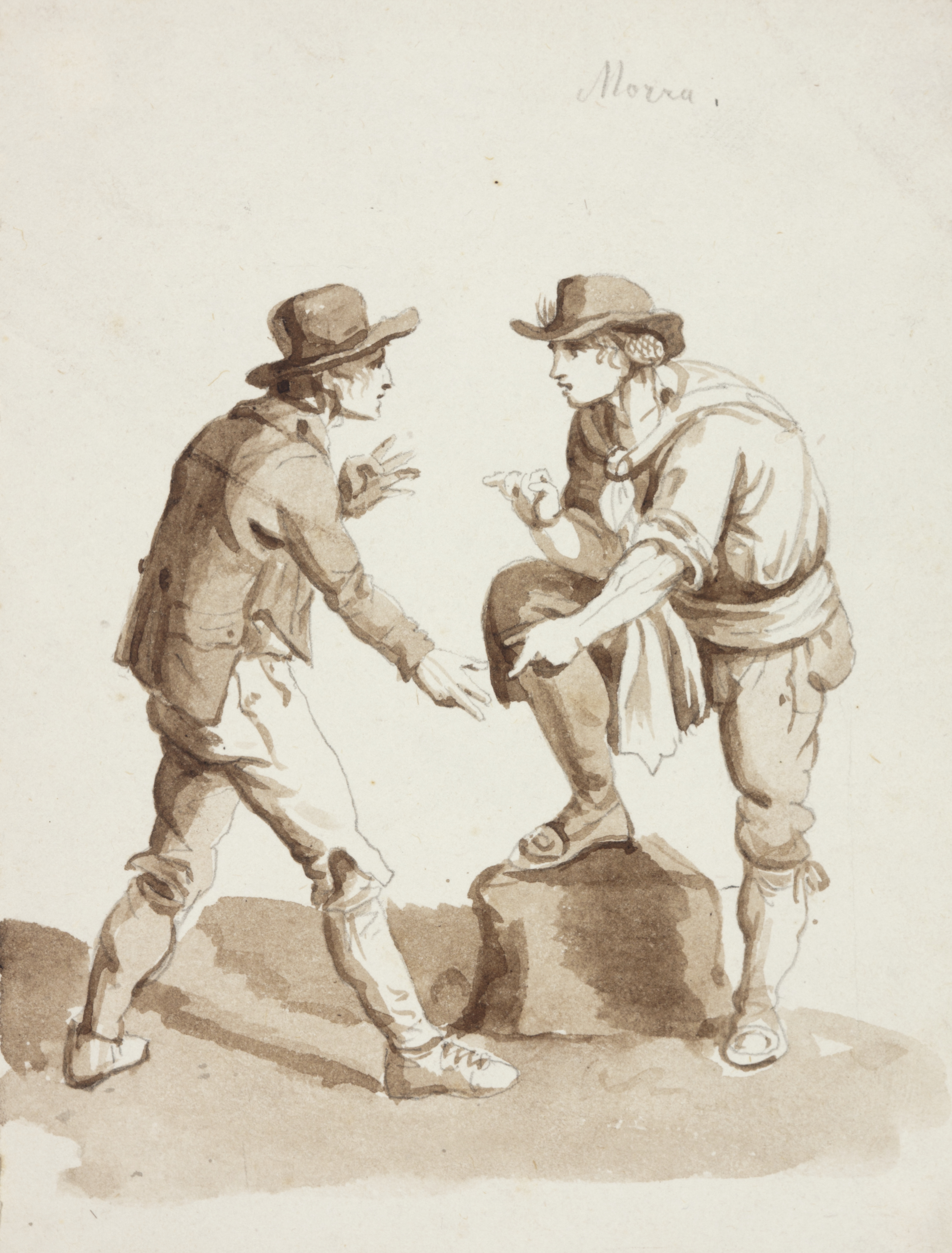
Двое мужчин, Тартуский художественный музей
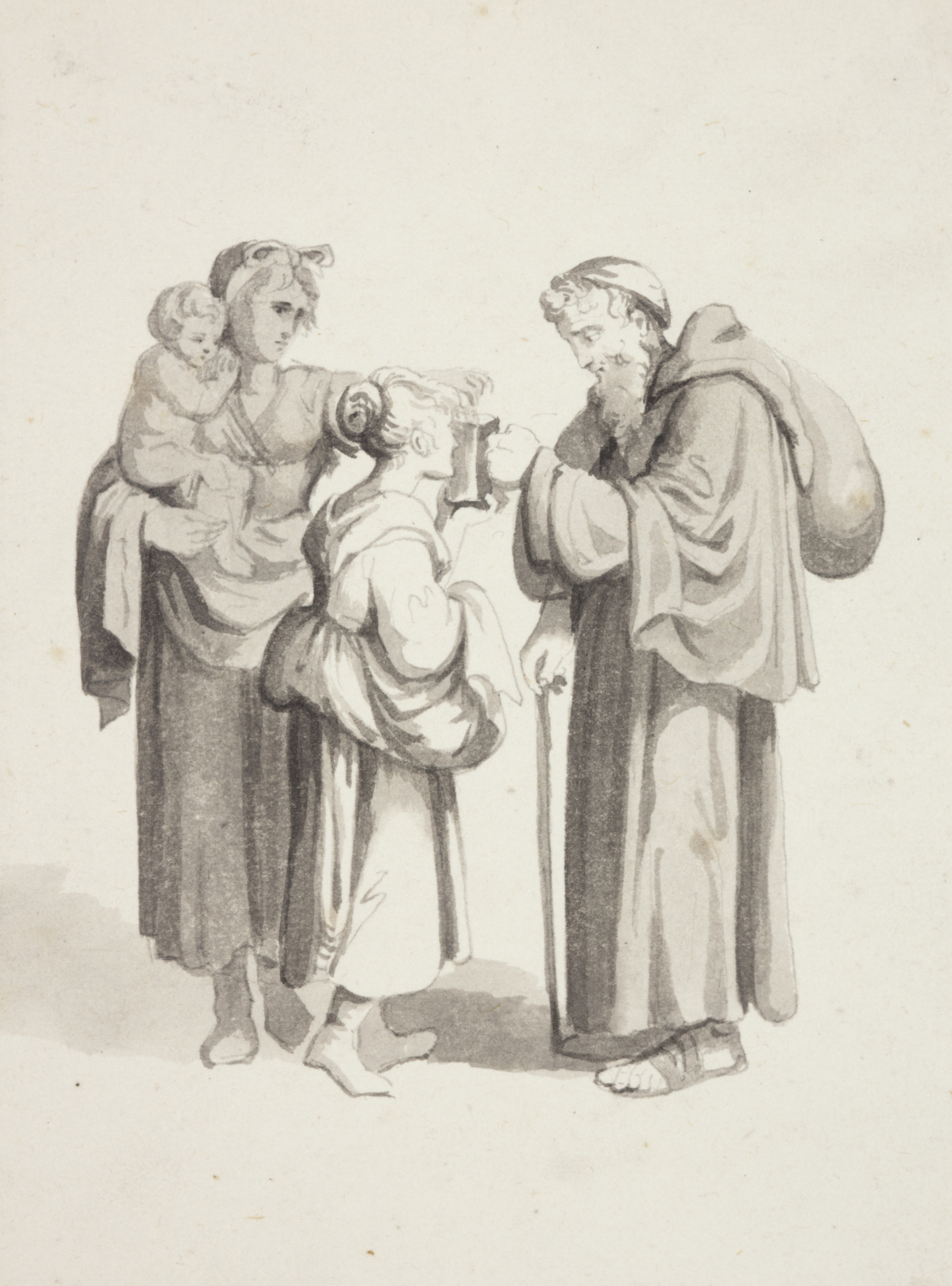
Две женщины подают деньги нищенствующему монаху, Тартуский художественный музей

## Публикации текстов
- Kügelgen C. von. Erinnerungen aus meinem Leben, 1810–1880 :  [нем.] / von Constantin von Kügelgen. — St. Petersburg : Buchdruckerei der St. Petersburger Zeitung, 1881. — 282 S. — OCLC 254101606.